# Hassen Gabsi
Hassen Gabsi (en árabe: حسان القابسي‎; Ciudad de Túnez, 23 de febrero de 1974) es un exfutbolista y entrenador de fútbol de Túnez que jugaba en la posición de extremo.

## Carrera

### Club
| Periodo   | Club         |
| --------- | ------------ |
| 1994-2001 | Espérance ST |
| 2001-2003 | Genoa CFC    |
| 2003–2004 | Espérance ST |

### Selección nacional
Jugó para Túnez en 52 ocasiones de 1992 a 2002 y anotó 13 goles; participó en los Juegos Olímpicos de Atlanta 1996, la Copa Mundial de Fútbol de 2002 y en tres ediciones de la Copa Africana de Naciones donde fue seleccionado en el equipo ideal del torneo en la edición de 1998.

### Entrenador
| Periodo   | Club                 |
| --------- | -------------------- |
| 2012–2013 | Grombalia Sports     |
| 2013      | AS Kasserine         |
| 2013–2014 | AS Ariana            |
| 2014      | Grombalia Sports     |
| 2014–2015 | EO Sidi Bouzid       |
| 2015–2016 | FC Hammamet          |
| 2016      | EO Sidi Bouzid       |
| 2016      | EGS Gafsa            |
| 2016–2017 | AS Ariana            |
| 2017      | AS Oued Ellil        |
| 2017      | US Tataouine         |
| 2017      | Olympique Béja       |
| 2017–2018 | Jendouba Sport       |
| 2018      | Sfax Railways Sports |
| 2019–2020 | AS Rejiche           |
| 2020      | Al-Arabi             |
| 2020–2021 | US Ben Guerdane      |
| 2021      | Rafik Sorman         |
| 2021      | AS Gabès             |
| 2021–2022 | US Ben Guerdane      |
| 2022      | AS Gabès             |
| 2022      | EO Sidi Bouzid       |

## Logros

### Club
- Copa Africana de Clubes Campeones : 1994
- Copa CAF : 1997
- Supercopa de la CAF : 1995
- Copa Afroasiática : 1995
- Recopa Africana : 1998
- Supercopa Árabe : 1996
- CLP-1 : 1998, 1999, 2000, 2001, 2004
- Copa de Túnez : 1997, 1999
- Supercopa de Túnez : 1994

### Individual
- Equipo Ideal de la Copa Africana de Naciones 1998.